# Фонтанива (Порденоне)
Фонтанива је насеље у Италији у округу Порденоне, региону Фурланија-Јулијска крајина.
Према процени из 2011. у насељу је живело 83 становника. Насеље се налази на надморској висини од 35 м.